# György Bokor
György Bokor, né le 25 novembre 1928, à Budapest, en Hongrie et décédé dans la même ville le 15 juin 2014, est un ancien joueur hongrois de basket-ball.

## Palmarès
- Finaliste du championnat d'Europe 1953